# Văleni (Olt)
Văleni es una comuna ubicada en el distrito de Olt, Rumania.

## Superficie
Posee una superficie de 67,23 kilómetros cuadrados.

## Demografía
Hasta 2021 la población era de 2294 habitantes, con una densidad de población de 34,12 habitantes por kilómetro cuadrado.